# Pericallia conflictalis
Pericallia conflictalis är en fjärilsart som beskrevs av Walker 1864. Pericallia conflictalis ingår i släktet Pericallia och familjen björnspinnare. Inga underarter finns listade i Catalogue of Life.